# Umbri
     Liguri
     Veneti
     Etruschi
     Piceni
     Umbri
     Latini
     Osci
     Messapi
     Greci

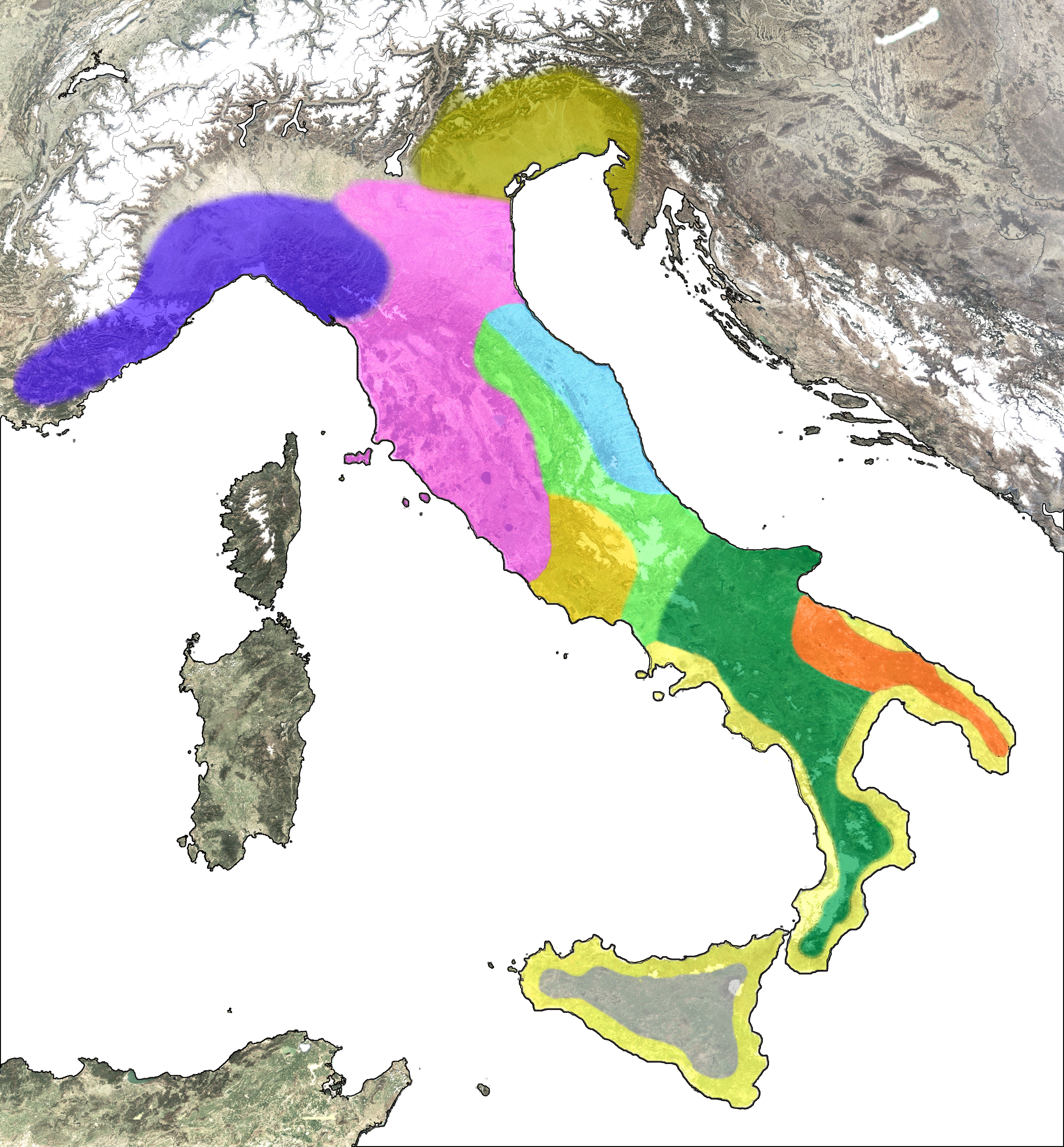
Liguri
Veneti
Etruschi
Piceni
Umbri
Latini
Osci
Messapi
Greci

Gli Umbri furono un antico popolo italico di lingua indoeuropea del gruppo osco-umbro, vissuto in un'area che in epoca classica si estendeva dall'alta e media valle del Tevere fino al mar Adriatico. Si occupavano soprattutto di agricoltura e di allevamento ma anche l'artigianato era molto sviluppato: armi, bracciali, anelli, spille in bronzo e ferro e ceramiche erano i prodotti realizzati e venduti alle popolazioni vicine. 
Popolo contraddistinto dalla lingua umbra, scritta in origine con alfabeto proprio di derivazione etrusca e sostituito successivamente da quello latino, e dal rito inumatorio.

## Etnonimo
Non è noto se gli Umbri indicassero se stessi con un endoetnonimo, né quale forma avesse. Il termine "Umbri" è l'etnonimo con il quale il popolo era indicato dai vicini Latini (latino umbri) e dai Greci (greco Ὄμβροι o Ὀμβρικοί, dal greco όμβρος, "temporale"). Secondo il linguista tedesco Paul Kretschmer, riportato da Giacomo Devoto, il nome degli Umbri deriva da umru un termine di origine preindoeuropea, esteso a settentrione e oriente dell'area tirrena e assunto dagli Italici che occuparono la regione tra il Tevere e il Topino dopo aver mutato il nome originario Sabh-, ovvero l'etnico Safin- da cui derivano i nomi dei Sanniti e dei Sabini, due popoli italici strettamente correlati linguisticamente agli Umbri. Il nome Umru sarebbe quindi più antico rispetto alla presenza degli Italici nella penisola italiana, e questo spiegherebbe perché gli Umbri siano definiti dalle fonti greche "la popolazione più antica d'Italia", perché si riferirebbero allo strato preindoeuropeo presente da molto prima dell'arrivo delle popolazioni di lingue osco-umbre arrivate non prima della fine dell'età del bronzo.

## Storia

### Le origini e la "Grande Umbria" (X-IV secolo a.C.)
Nell'età del Bronzo finale è attestata in gran parte d'Italia la cultura protovillanoviana, una facies sovranazionale. Dalla cultura protovillanoviana, per regionalizzazione, emergono le facies tipiche dell'età del Ferro associate ai popoli dell'Italia Preromana, in particolare del nord e centro Italia. Tra queste emerge anche la Cultura di Terni, la facies della prima età del Ferro associata con il processo di formazione dell'ethnos degli Umbri. Gli insediamenti storici degli Umbri, soprattutto della "Grande Umbria", erano estesi fino all'Adriatico.
Descrivendone l'origine, Plinio il Vecchio afferma:
(Plinio il Vecchio, Naturalis historia, III, 112-113)
Sebbene sia certo che la zona fosse abitata già da millenni prima dell'arrivo dei gruppi umani che diffusero in Italia le lingue indoeuropee, ai tempi di Plinio gli Umbri erano considerati dagli storici dell'epoca, la popolazione "più antica d'Italia" tra quelle allora esistenti nella penisola italica, cioè Italici ed Etruschi. Ancora secondo gli scrittori antichi, gli Umbri avevano occupato anche i territori dell'odierna Toscana e della Valle Padana, solo successivamente conquistati da Etruschi e Galli (questo territorio viene chiamato "Grande Umbria"), ed anche alcune parti della Sabina, da dove furono cacciati dagli Aborigeni.
Gli storici hanno raccolto informazioni sul popolo umbro combinando le fonti storiche (Scilace, Erodoto, Dionisio di Alicarnasso, Strabone, Plinio il Vecchio, etc.), i rinvenimenti epigrafici e le evidenze archeologiche.
Plinio il Vecchio, parlando della sesta regione Umbra con l'Agro Gallico scrive che «i Siculi e i Liburni ne occuparono molti territori li cacciarono gli Umbri, che furono cacciati dagli Etruschi e questi dai Galli»
Per quanto riguarda la sistemazione geografica prendiamo da Strabone alcuni passi della sua Geografia: 
(Strabone, Geografia, V, 2,1.)
Scilace, nel Periplo 16, scrive: «Oltre i Sanniti vi è il popolo degli Umbri, nel cui territorio è la città di Ancona. [...] La navigazione lungo le coste dell'Umbria è di due giorni e una notte».
Dionisio d'Alicamasso in "Antichità Romane", parlando degli Aborigeni afferma che: " ... gli Umbri sono un popolo antichissimo stanziato nel cuore dell'Italia attorno al "lacus Cutiliae" nella Sabina".
Teopompo nel "Libro delle Storie di Filippo" afferma che "il popolo degli Umbri ha un tenore di vita paragonabile a quello dei Lidi, disponendo di buona terra, grazie alla quale ha conseguito prosperità."
Con gli Etruschi ebbero un'espansione economica intorno al VII secolo a.C. che portò questo popolo da un sistema di vita nomade e aggregativa raccolta in villaggi formati da capanne (periodo protourbano) collocati nelle colline pre-appenniniche e sulle alture (con castellieri) ad una forma di vita urbana costituita da grossi nuclei abitativi fortificati (Totae), impiantati in aree fertili e percorse da importanti vie per i commerci. 
Dalle tavole eugubine si può ricostruire l'evoluzione dell'organizzazione delle città umbre in decuvie come le decuvie Atiesiat, derivata dalla località d'Atiersio (Attiggio di Fabriano), Casilate, dall'agro Casilino e Peiediate; altre decuvie risentono del sistema gentilizio e hanno la forma plurale come la decuvia dei Clavernii (Klaverniur Chiaserna di Cantiano), dei Peraznani, situati oltre l'Esino, quindi zona di Jesi..
Inizialmente organizzati soprattutto in piccoli villaggi fortificati posti sulle alture, attorno X-IX secolo a.C. gli Umbri iniziarono ad aggregarsi in città; tra queste si contano Ameria, Asisium, Fanum Fortunae, Fulginium (o Fulginia), Ikuvium, Interamna Nahars, Kamars, Luceoli, Mevania, Mevaniola, Narnia Nahars, Noukria, Ostra, Pisaurum, Plestia, Sarsina, Spoletium, Tarsina, Tifernum, Tutere, Vettona. Si trattava di città-Stato federate tra loro; secondo Strabone, Giustino e Plinio, tra le città fondate dagli Umbri vi sarebbero, tra le altre, Rimini, Ravenna e Budrio; Servio dice che anche Mantova era una città umbra.
I centri pre romani più rilevanti per la documentata continuità storica sono sicuramente Amelia, Spoleto, Terni, Todi.
Il territorio degli Umbri andò restringendosi gradualmente anche a oriente, a sud e ad est, a seguito dell'espansionismo dei Sabini e dei Piceni (entrambi in realtà derivati dagli umbri stessi attraverso l'istituto del ver sacrum) e dei Galli Senoni.

### La conquista romana
A partire dalla fine del IV secolo a.C., gli Umbri vennero a contatto con i Romani. Alcuni anni più tardi era occupata anche la città di Nequinum, dove fu dedotta la prima colonia di diritto latino: Narnia Nahars (l'attuale Narni), nel 299 a.C.. Dopo la battaglia del Sentino del 295 a.C., in cui l'esercito romano sconfisse la lega gallo-etrusco-italica, il popolo umbro fu sottomesso pacificamente ai vincitori, che premiarono la sua sostanziale neutralità nella precedente guerra permettendo agli Umbri il mantenimento dei costumi e della religione ed iniziarono a colonizzarne il territorio, prima attraverso il percorso della via Amerina, strada di origine pre romana  (numerose altre colonie romane furono fondate, tra cui Spoleto nel 241 a.C.) poi anche con la costruzione di importanti arterie stradali come la Via Flaminia (220 a.C.). In epoca romana gli Umbri contavano 44 città con titolo di municipium o colonia.
Al passaggio di Annibale nell'Italia centrale, durante la Seconda guerra punica, gli Umbri rimasero fedeli a Roma. Gli Umbri conservarono la propria identità culturale almeno fino al I secolo d.C., epoca alla quale risalgono i testi più recenti in lingua umbra contenuti nelle Tavole eugubine; in seguito si completò il processo di romanizzazione del popolo.

## Religione
La religione umbra è nota principalmente attraverso le Tavole eugubine, redatte tra il V secolo a.C. e il I secolo a.C. ma che probabilmente riportano testi molto più antichi; questi documenti raccolgono prescrizioni per il collegio sacerdotale dei Fratres Atiedii (rapportabili ai Fratres Arvalii romani), un gruppo composto da dodici sacerdoti devoti al dio Ju-pater (equivalente al latino Juppiter). Accanto a Ju-pater, grande importanza rivestivano la dea Cupra (Cubrar in umbro, ma non citata nelle Tavole Eugubine), divinità ctonia affine alla Grande Madre che i Romani identificarono con la propria Bona Dea; e Mart (corrispondente al latino Marte). Le suddette Tavole informano della triade iguvina Jou, Mart, Viofonus, la quale, in virtù dell'antichissima parentela indoeuropea, si pone in parallelo a quella romana arcaica composta da Giove, Marte e Quirino.
Grande importanza era rivestita dai santuari dedicati alle divinità, che erano importanti centri di aggregazione religiosa e politica.

## Economia
Anteriormente al X secolo a.C., questo popolo più pacifico, a differenza degli altri popoli italici, sviluppò un'economia essenzialmente legata all'agricoltura, all'allevamento ed alla lavorazione dei metalli.

## Lingua

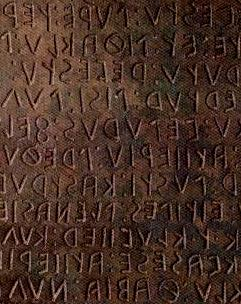
Particolare di una tavola eugubina

L'unico importante documento scritto, utile per lo studio diretto di questo popolo, è rappresentato dalle Tavole eugubine, che fu così definito dal maggior studioso di linguistica italica del Novecento, Giacomo Devoto:
(Giacomo Devoto, Le tavole di Gubbio)
L'umbro appartiene allo stesso gruppo della lingua osca e i testi redatti nelle due lingue rappresentano la principale fonte di conoscenza delle lingue osco-umbre. Rispetto all'osco, l'umbro presenta comunque alcuni caratteri peculiari, quali la perdita di -d finale nell'ablativo, il rotacismo di -s-, il passaggio da -ns a -f e la monottongazione dei dittonghi. Anche i suffissi del perfetto differiscono: -l- e -nç- in umbro, -tt- in osco.
A una fase linguistica molto più arcaica dell'umbro rispetto a quello dell Tavole, detto anche "umbro antico", vengono ricondotte alcune iscrizioni rinvenute sulla costa adriatica tra il Piceno e il Sannio, in particolare la Stele di Loro Piceno ritrovata nel 1943.

## Cultura
Dalle Tavole si desume che gli Umbri avessero una struttura religiosa, politica e legislativa complessa e molto sviluppata e che il popolo fosse organizzato in città-Stato federate tra loro. Pare che la stessa cultura di Roma debba molto a quella umbra.

### Fonti primarie
- Plinio il Vecchio, Naturalis historia
- Tavole eugubine

### Letteratura storiografica
- Augusto Ancillotti, Romolo Cerri, Le tavole di Gubbio e la civiltà degli Umbri, Perugia, Jama, 1996, BN 97-2006 IT\ICCU\MIL\0311307.
- Giacomo Devoto, Le Tavole di Gubbio, Firenze, Sansoni, 1948, IT\ICCU\UFI\0172881.
- Giacomo Devoto, Gli antichi Italici, Firenze, Vallecchi, 1931, IT\ICCU\UPG\0015045.
- Ansano Fabbi, Antichità umbre, Assisi, Pontificio seminario regionale, 1971, IT\ICCU\SBL\0433304.
- Giuseppe Micali, Storia degli antichi popoli italiani, 2ª ed., Milano, 1836.
- Sabatino Moscati, Così nacque l'Italia: profili di popoli riscoperti, Torino, Sei, 1998.
- Sabatino Moscati, L'Italia delle regioni: l'Umbria, in Archeo, anno XIV, numero 156, febbraio 1998.
- Francisco Villar, Gli Indoeuropei e le origini dell'Europa, Bologna, Il Mulino, 1997, ISBN 88-15-05708-0.
- Simometta Stopponi, Popoli e culture dell'Italia preromana. Gli Umbri, Treccani, Il Mondo dell'Archeologia, 1994.